# クインテン・ティンバー
クインテン・ライアン・クリスピトー・ティンバー（Quinten Ryan Crispito Timber、2001年6月17日 - ）は、オランダ・ユトレヒト出身のサッカー選手。フェイエノールト所属。ポジションはMF。
アーセナルに所属しているオランダ代表のユリエン・ティンバーは双子。また、ヨングFCユトレヒトには、キュラソー代表の兄ディラン・ティンバーがいる。

## クラブ経歴
2006年にアマチュアクラブのDVSUでサッカーを始め、フェイエノールトの下部組織を経て2014年にアヤックス・アムステルダムへ入団した。2018年2月、双子の兄弟ユリエン・ティンバーと同時に3年間のプロ契約を結び、2018年10月15日、エールステ・ディヴィジのヨングPSV戦でプロデビューを果たした。また、プロ初ゴールは、翌年3月25日のヨングFCユトレヒト戦で記録した。
プロ2シーズン目となる2020-21シーズンから徐々にトップチームへ招集される機会が増加したが、出場機会は与えられない状態が続いた。シーズン終了後には契約が満了する予定だったため、契約延長か退団の選択を強いられ、2021年5月5日、契約満了後にFCユトレヒトと3年契約を結んだ。一方、双子のユリエンはアヤックスに残留する決断を下した。
ユトレヒトでは加入後すぐにレギュラーに定着し、2021年10月3日には弟ユリエンが所属しているアヤックスと対戦したが、クインテンのジャンゴ・ワルメルダムへのアシストにより1-0で勝利を収めた。シーズン終了後には、シーズン中の活躍が認められ、サポーターによるクラブのシーズン最優秀選手に選出された。
2022年7月28日、フェイエノールトに移籍し、4年契約を結んだ。

## 代表経歴
2016年からオランダの世代別代表に招集され続け、2021年9月にはルイ・ファン・ハールによってオランダ代表のトレーニングメンバーにも招集された。

## タイトル

### クラブ
アヤックス
- KNVBカップ : 1回 (2020-21)

フェイエノールト
- エールディヴィジ : 1回 (2022-23)

### 代表
U-17オランダ代表
- UEFA U-17欧州選手権 : 1回 (2018)